# غلين روبنسون (لاعب كرة قدم أمريكية)
غلين روبنسون (بالإنجليزية: Glenn Robinson)‏ هو لاعب كرة قدم أمريكية أمريكي، ولد في 20 أكتوبر 1951 في كيلين في الولايات المتحدة.

## وصلات خارجية
- غلين روبنسون على موقع مرجع كرة القدم المحترفة.كوم (الإنجليزية)